# Смирнов Петро Олександрович
Петро Олександрович Смирнов (29 травня 1897, селище Біло-Холуницького заводу Слобідського повіту В'ятської губернії, тепер місто Біла Холуниця Кіровської області, Російська Федерація — розстріляний 22 лютого 1939, місто Москва) — радянський військовий діяч, армійський комісар 1-го рангу. Член ЦВК СРСР у 1935—1938 роках. Депутат Верховної Ради СРСР 1-го скликання (1937—1938).

## Біографія
Народився в родині робітника. Трудову діяльність розпочав у 1910 році землекопом на будівництві дороги. Після закінчення в 1913 році ремісничої школи у місті В'ятці працював учнем столяра і столяром. У 1914—1917 роках — верстатник і слюсар Лисьвенського заводу. У січні —лютому 1916 року перебував під арештом за участь в нелегальних зборах.
Член РСДРП(б) з березня 1917 року.
У 1917—1918 роках служив у Червоній гвардії Лисьвенського заводу, потім був членом губернського червоногвардійського штабу в Пермі. У березні — квітні 1918 року — комісар Північного летючого загону з придушення куркульського повстання в Осінському повіті Пермської губернії.
З 1918 року служив у Червоній армії. Учасник громадянської війни на Східному, Південно-Східному та Кавказькому фронтах: комісар 8-го Уральського полку (1918—1919), комісар бригади (1919—1920), комісар штабу, начальник інструкторського і оргінструкторского відділів політичного відділу Запасної армії Кавказького фронту (1920—1921). У березні 1921 року, як делегат 10-го з'їзду РКП(б), брав участь в придушенні Кронштадтського заколоту.
У 1921—1924 роках — комісар дивізій і корпусів у Північно-Кавказькому (1921—1923), Приволзькому (1923) і Московському (1923—1924) військових округах.
У травні — жовтні 1924 року — заступник начальника організаційного відділу Політичного управління РСЧА. У 1924—1925 роках — слухач Військово-політичних академічних курсів вищого політичного складу РСЧА. У 1925—1926 роках — заступник начальника організаційного відділу Політичного управління РСЧА.
У 1926—1928 роках — член Революційної військової ради — начальник політуправління Балтійського флоту.
У 1928—1929 роках — член Революційної військової ради — начальник політуправління Північно-Кавказького військового округу.
У 1929—1931 роках — слухач курсів марксизму при ЦВК СССР.
У 1931—1933 роках — член Революційної військової ради — начальник політуправління Приволзького військового округу.
У 1933—1935 роках — член Військової ради — начальник політуправління Білоруського військового округу.
У 1935—1937 роках — член Військової ради — начальник політуправління Ленінградського військового округу.
З липня 1937 року — начальник Політичного управління РСЧА, з жовтня 1937 року — заступник Народного комісара оборони СРСР, одночасно в 1934—1938 роках — член Військової ради при Народному комісарові оборони СРСР. Один з головних організаторів репресій в армії — санкціонував або був ініціатором арешту багатьох командирів і політпрацівників Червоної армії, а потім і ВМФ.
12 грудня 1937 року був обраний депутатом Ради Союзу Верховної Ради СРСР 1-го скликання від Дніпропетровської області УРСР.
30 грудня 1937 — вересень 1938 — народний комісар Військово-морського флоту СРСР. Фактично виконував обов'язки до 30 червня 1938 року.

## Репресії
Один із головних організаторів репресій в армії: санкціонував чи був ініціатором арешту багатьох командирів та політпрацівників РККА, а потім і ВМФ.
Заарештований органами НКВС СРСР 30 червня 1938 року. Засуджений Воєнною колегією Верховного Суду СРСР 22 лютого 1939 року за звинуваченням в участі у військово-фашистській змові до вищої міри покарання. Розстріляний того ж дня. Посмертно реабілітований 16 травня 1956 року.

## Звання
- армійський комісар 1-го рангу (1937)

## Нагороди
- орден Леніна
- орден Червоного Прапора (1921)